# Supercopa alemanya de futbol 2013
La Supercopa alemanya de futbol de 2013 (2013 DFL-Supercup en alemany) va ser la quarta DFL-Supercup en aquest format; la Supercopa és un torneig anual que enfronta als campions de la Bundesliga i de la DFB-Pokal de la temporada anterior.
En l'edició de 2013, com que el Bayern de Múnic havia guanyat la Bundesliga 2012-13 i la Copa 2012-13, va ser el segon classificat de la Bundesliga qui va disputar-li la competició, és a dir, el Borussia Dortmund. El partit es va jugar a l'estadi Signal Iduna Park.
El Borussia Dortmund va guanyar el partit per 4–2. Amb aquest resultat, el Dortmund guanyava el torneig per cinquena vegada en la seva història, empatant així amb el Bayern al capdavant de la classificació històrica de la competició.

## Partit

### Detalls
| Borussia Dortmund                                   | 4–2    | Bayern de Múnic |
| --------------------------------------------------- | ------ | --------------- |
| Reus 6', 86' · Van Buyten 56' (p.p.) · Gündoğan 57' | Report | Robben 54', 64' |

| Borussia Dortmund | Bayern Munich |

| GK           | 1  | Roman Weidenfeller (c)    |  |     |
| RB           | 19 | Kevin Großkreutz          |  |     |
| CB           | 4  | Neven Subotić             |  |     |
| CB           | 15 | Mats Hummels              |  |     |
| LB           | 26 | Marcel Schmelzer          |  |     |
| CM           | 18 | Nuri Şahin                |  |     |
| CM           | 6  | Sven Bender               |  | 46' |
| RW           | 16 | Jakub Błaszczykowski      |  | 72' |
| AM           | 8  | İlkay Gündoğan            |  | 88' |
| LW           | 11 | Marco Reus                |  |     |
| CF           | 9  | Robert Lewandowski        |  |     |
| Banqueta:    |    |                           |  |     |
| GK           | 20 | Mitchell Langerak         |  |     |
| DF           | 25 | Sokratis Papastathopoulos |  | 88' |
| DF           | 37 | Erik Durm                 |  |     |
| MF           | 5  | Sebastian Kehl            |  | 46' |
| MF           | 7  | Jonas Hofmann             |  |     |
| FW           | 17 | Pierre-Emerick Aubameyang |  | 72' |
| FW           | 23 | Julian Schieber           |  |     |
| Entrenador:  |    |                           |  |     |
| Jürgen Klopp |    |                           |  |     |

| GK            | 22 | Tom Starke             |       |     |
| RB            | 21 | Philipp Lahm (c)       |       |     |
| CB            | 17 | Jérôme Boateng         | 90+1' |     |
| CB            | 5  | Daniel Van Buyten      |       |     |
| LB            | 27 | David Alaba            |       |     |
| DM            | 6  | Thiago Alcântara       |       |     |
| AM            | 25 | Thomas Müller          |       |     |
| AM            | 39 | Toni Kroos             |       | 86' |
| RW            | 10 | Arjen Robben           |       |     |
| LW            | 11 | Xherdan Shaqiri        |       | 67' |
| CF            | 9  | Mario Mandžukić        |       | 75' |
| Banqueta:     |    |                        |       |     |
| GK            | 32 | Lukas Raeder           |       |     |
| DF            | 4  | Dante                  |       | 86' |
| DF            | 13 | Rafinha                |       |     |
| DF            | 26 | Diego Contento         |       |     |
| MF            | 30 | Luiz Gustavo           |       |     |
| MF            | 31 | Bastian Schweinsteiger |       | 67' |
| FW            | 14 | Claudio Pizarro        |       | 75' |
| Entrenador:   |    |                        |       |     |
| Pep Guardiola |    |                        |       |     |

| Àrbitres assistents: Tobias Christ (Münchweiler an der Rodalb) Christian Gittelmann (Albisheim) Quart àrbitre: Guido Kleve (Nordhorn) |